# زیرو هج
زیرو هج یک تارنگار اقتصادی به زبان انگلیسی است که خبرهای خود را از منابع دست اول و سایر رسانه، تهیه می‌کند و در کنار آن نظرات نویسندگان تارنگار را منتشر می‌کند. بخش خبری تارنگار توسط گروهی از نویسندگان نوشته می‌شود که همگی تحت نام مستعار «تایلر دوردن» (شخصیت فیلم باشگاه مبارزه) مطالب خود را منتشر می‌کنند.
مطالب زیرو هج به عنوان مطالب راست-جایگزین، ضد-استقرار، مشکوک به وجود توطئه و با دیدی ناامیدانه به اقتصاد، دسته بندی می‌شود. این تارنما به داشتن عقاید افراطی و متمایل به روسیه متهم شده‌است.

## تاریخچه
تارنمای زیر هج در سال ۲۰۰۹ میلادی تأسیس شده‌است.